# Жеребцов, Сергей Петрович
Сергей Петрович Жеребцов (?—1855) — русский военачальник, генерал-майор.

## Биография
Дата рождения и вступления в военную службу неизвестны.
В 1815 году окончил 2-й кадетский корпус. Начинал службу в артиллерии.
Чин полковника был присвоен в 1835 году, в 25 июня 1845 года был произведен в чин генерал-майора.
С 26 июля 1839 года по 23 сентября 1846 года являлся командиром Томского егерского полка.
C 23 сентября 1846 года по 11 мая 1854 года — командир 1-й бригады 6-й пехотной дивизии.
На службе находился по февраль 1855 года.
Умер в 1855 году.

## Награды
- Награждён орденом Св. Георгия 4-й степени (№ 8601; 26 ноября 1851).
- Также награждён другими орденами Российской империи.